# Franziska Brandmann

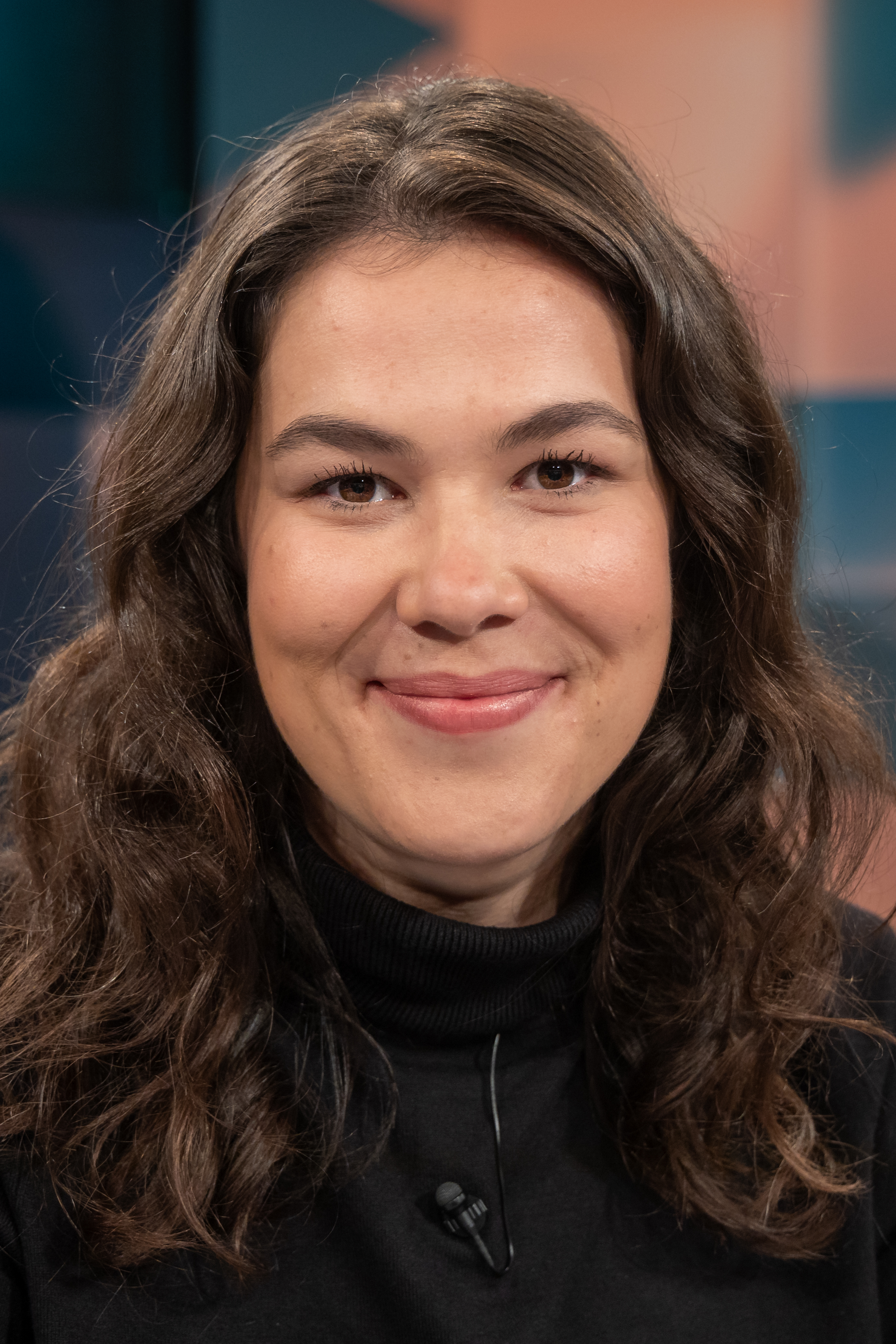
Franziska Brandmann (2024)

Franziska Brandmann (* 28. April 1994 in Münster) ist eine deutsche Politikerin (FDP) und Unternehmerin. Sie ist seit 2021 Bundesvorsitzende der FDP-nahen Jugendorganisation Junge Liberale.

## Leben

### Herkunft und Ausbildung
Brandmann ist die Tochter eines Gesamtschullehrers und einer Krankengymnastin.
Brandmann wuchs im Grevenbroicher Stadtteil Wevelinghoven in Nordrhein-Westfalen auf und besuchte das Erasmus-Gymnasium, wo sie als Schülersprecherin engagiert war. Sie studierte Politikwissenschaft an der Universität Bonn und Europäische Politik an der University of Oxford. Mit Stipendien der FDP-nahen Friedrich-Naumann-Stiftung finanzierte sie sich Auslandsaufenthalte an der Harvard University und ihr Masterstudium in Oxford. Sie strebt in Oxford zum Thema des Verhältnisses zwischen streitbarer Demokratie und rechtsextremen Parteien eine Promotion an. Weil sie ein Unternehmen gegründet hat, pausiert die Promotion.

### Unternehmerische Tätigkeit
Nachdem Brandmann selbst Opfer von Cyber-Mobbing wurde, gründete sie 2022 mit dem FDP-Politiker Alexander Brockmeier und einem weiteren Freund das Start-up So done mit Sitz in Rheine, das KI-gestützt Hassnachrichten im Internet aufspürt und zur Anzeige bringt. Im September 2024 erreichte die mandatierte Geschäftstätigkeit 1000 Strafanträge im Monat. Am 28. Oktober 2024 wurde das Unternehmen vom Land Nordrhein-Westfalen mit einem MUT Gründungspreis ausgezeichnet.

### Politische Tätigkeit
Brandmann trat 2009 den Jungen Liberalen und kurze Zeit später der FDP bei. Auf dem Bundeskongress der Jungen Liberalen am 13. November 2021 in Erlangen wurde sie mit 182 von 197 abgegebenen Stimmen (92,4 %) zur Bundesvorsitzenden der Jungen Liberalen, der Jugendorganisation der FDP, gewählt. Gegenkandidaten gab es keine. Der bisherige Vorsitzende Jens Teutrine hatte sich nicht mehr zur Wahl gestellt, da er in den Bundestag gewählt worden war. Zuvor war sie im Landesvorstand der Jungen Liberalen NRW und im Bundesvorstand der Jungen Liberalen Mitglied, später als Ombudsperson des Verbands tätig.
Im September 2022 wurde Brandmann für ihr Engagement von dem Magazin Zeit Campus ausgezeichnet, in dem sie als „30 bis 30“, also als eine der wichtigsten Menschen bis dreißig, gelistet wurde.
Im November 2022 wurde Brandmann auf dem 65. Bundeskongress der Jungen Liberalen mit 90 Prozent der Stimmen erneut zur Bundesvorsitzenden gewählt. Im März 2023 wurde sie auf dem 66. Bundeskongress erneut mit 73 % im Amt bestätigt. Im Mai 2024 wurde sie auf dem 68. Bundeskongress mit 89 % wiedergewählt.
Zur Bundestagswahl 2025 kandidierte sie als Direktkandidatin in Münster und auf Platz 10 der FDP-Landesliste Nordrhein-Westfalen. Sie verfehlte den Einzug in den Bundestag, da die FDP die Fünf-Prozent-Hürde nicht überwinden konnte. Daraufhin kündigte sie ihren Rücktritt als Vorsitzende der Jungen Liberalen an.

## Themen und politische Positionen
Brandmann befürwortet eine Ausweitung der Marktwirtschaft, lehnt Frauenquoten und ein Tempolimit ab. Steuern seien zur Staatsfinanzierung notwendig, sollten jedoch gesenkt werden. Lenkungssteuern hingegen lehnt sie ab, da ihrer Meinung nach diese „Steuern heute immer öfter auch genutzt [werden], um moralische Sichtweisen widerzuspiegeln und Bürger zu erziehen“. Zudem setzt sie sich für eine BAföG-Reform für Studenten mit finanziellen Schwierigkeiten ein. Der öffentlich-rechtliche Rundfunk solle dahingehend reformiert werden, dass er sich auf politische Bildung und Information konzentrieren solle, „statt Telenovelas zu produzieren“, dann könne der Rundfunkbeitrag entsprechend gesenkt werden. Brandmann unterstützt die Politik der Schuldenreduzierung der FDP.